# 청소년 잡지
청소년 잡지는 청소년 독자를 대상으로 하는 잡지이다. 일반적으로 가십, 뉴스, 패션 팁 및 인터뷰로 구성되며 포스터, 스티커, 화장품 또는 기타 제품의 소량 샘플 및 삽입물이 포함될 수 있다.
청소년 잡지 산업은 압도적으로 여성 중심이다. 틴 잉크 및 틴 보이스와 같은 여러 간행물은 남성과 여성 모두를 대상으로 하지만 청소년 소년을 특별히 타겟으로 하는 간행물은 드물다. 많은 학자들이 청소년 잡지를 비판했다. 제시된 주제가 좁고 제한된 범위의 여성 역할만 제시하기 때문이다. 일부는 잡지와 독자 사이에 발전된 관계 때문에 효과적이라고 믿는다. 청소년 잡지 편집자가 텍스트 내용을 독자의 분석 능력에 적합하게 만드는 데 중점을 두기 때문에 텍스트 자체에 의해 만들어진 뚜렷한 여성적 공간이 있다.
대부분의 주류 잡지와 마찬가지로 청소년 잡지는 일반적으로 슈퍼마켓, 약국, 서점 및 신문 가판대에서 인쇄본으로 판매된다.